# Catharina Svensson
Catharina Svensson là một nữ hoàng sắc đẹp đến từ thủ đô Copenhagen, Đan Mạch. Cô là người giành danh hiệu Hoa hậu Trái Đất 2001, cuộc thi Hoa hậu Trái Đất đầu tiên được tổ chức nhằm mục đích bảo vệ môi trường. Đây là danh hiệu sắc đẹp quốc tế đầu tiên của đất nước Đan Mạch trong lịch sử.
Cô từng trở lại Philippines và Áo để làm giám khảo cho cuộc thi Hoa hậu Trái Đất 2005 và Hoa hậu Trái Đất 2015.
Hiện cô đã kết hôn với Jan Brink, một huấn luyện viên ngựa người Thụy Điển nổi tiếng và hai người đã định cư ở Thụy Điển. Cô hiện là một luật sư kiêm người mẫu.